# Női 800 méteres gyorsúszás az 1970-es úszó-Európa-bajnokságon
Az  1970-es úszó-Európa-bajnokságon a női 800 méteres gyorsúszás selejtezőit szeptember 11-én, a döntőt szeptember 12-én rendezték. A versenyszámban 16-an indultak. A győztes az NDK-beli Karin Neugebauer lett Európa-csúccsal.

## Rekordok
|              | Név              | Nemzet     | Idő    | Helyszín  | Dátum               |
| ------------ | ---------------- | ---------- | ------ | --------- | ------------------- |
| Világcsúcs   | Karen Moras      | Ausztrália | 9:02,4 | Edinburgh | 1970. július 18.    |
| Európa-csúcs | Karin Neugebauer | NDK        | 9:30,8 | Bécs      | 1969. augusztus 17. |

A versenyen új rekord született:
| Európa-bajnoki csúcs | selejtező | Spanyolország Maria Corominas  | 9:45,2 | Barcelona, Spanyolország | szeptember 11. |
| Európa-bajnoki csúcs | selejtező | Olaszország Novella Calligaris | 9:35,7 | Barcelona, Spanyolország | szeptember 11. |
| Európa-csúcs         | döntő     | NDK Karin Neugebauer           | 9:29,1 | Barcelona, Spanyolország | szeptember 12. |

## Eredmények
A rövidítések jelentése a következő:
| - Q: továbbjutás időeredmény alapján - ECR: Európa-bajnoki rekord | - WR: világ rekord - ER: Európa-rekord | - NR: országos rekord |

### Selejtezők
| Helyezés | Futam | Név                | Nemzet             | Idő     | Megj.      |
| -------- | ----- | ------------------ | ------------------ | ------- | ---------- |
| 1.       | 2     | Novella Calligaris | Olaszország        | 9:35,7  | Q, ECR, NR |
| 2.       | 2     | Linda De Boer      | Hollandia          | 9:37,7  | Q, NR      |
| 3.       | 3     | Karin Neugebauer   | NDK                | 9:38,5  | Q          |
| 4.       | 3     | Ursula Römer       | NSZK               | 9:43,6  | Q, NR      |
| 5.       | 1     | Maria Corominas    | Spanyolország      | 9:45,2  | Q, ECR, NR |
| 6.       | 1     | Olga Kudasova      | Szovjetunió        | 9:48,8  | Q, NR      |
| 7.       | 1     | Karin Tülling      | NDK                | 9:49,9  | Q          |
| 8.       | 3     | Astrid Verver      | Hollandia          | 9:50,5  | Q          |
| 9.       | 1     | Gunilla Jonsson    | Svédország         | 9:51,8  |            |
| 10.      | 2     | Maria Anewy        | Franciaország      | 9:52,3  |            |
| 11.      | 3     | Maria Bradikova    | Csehszlovákia      | 9:59,1  | NR         |
| 12.      | 2     | Vera Kock          | Svédország         | 10:05,6 |            |
| 13.      | 2     | Andrea Mackie      | Egyesült Királyság | 10:11,0 |            |
| 14.      | 3     | Marjatta Hara      | Finnország         | 10:13,0 |            |
| 15.      | 2     | Sevda Nejrova      | Bulgária           | 10:35,4 |            |
| 16.      | 1     | Lubka Barakova     | Bulgária           | 10:40,9 |            |

### Döntő
| Helyezés | Pálya | Név                | Nemzet        | Idő    | Megj. |
| -------- | ----- | ------------------ | ------------- | ------ | ----- |
|          | 3     | Karin Neugebauer   | NDK           | 9:29,1 | ER    |
|          | 5     | Linda De Boer      | Hollandia     | 9:35,7 | NR    |
|          | 4     | Novella Calligaris | Olaszország   | 9:38,8 |       |
| 4.       | 6     | Ursula Römer       | NSZK          | 9:40,8 | NR    |
| 5.       | 1     | Karin Tülling      | NDK           | 9:41,9 |       |
| 6.       | 8     | Astrid Verver      | Hollandia     | 9:42,9 |       |
| 7.       | 2     | Maria Corominas    | Spanyolország | 9:48,9 |       |
| 8.       | 7     | Olga Kudasova      | Szovjetunió   | 9:53,8 |       |